# Rezerwat faunistyczny
Rezerwat faunistyczny (symbol Fn) – rodzaj rezerwatu przyrody, którego celem jest ochrona populacji i siedlisk ssaków, ptaków, gadów, płazów, ryb i bezkręgowców (czyli fauny).
W 2015 roku było w Polsce 139 rezerwatów faunistycznych o łącznej powierzchni 43 037 ha. Przykładami rezerwatów faunistycznych w Polsce są:
- rezerwat przyrody Ostoja bobrów na rzece Pasłęce (ochrona bobra, zimorodka, wydry)
- rezerwat przyrody Jezioro Orłowo Małe (ochrona żółwia błotnego)
- rezerwat przyrody Jezioro Pogubie Wielkie (ochrona żurawia i łabędzia niemego).